# I Hate Myself (groupe)
Pour les articles homonymes, voir I Hate Myself.
I Hate Myself, stylisé i hate myself, est un groupe d'emo américain, originaire de Gainesville, en Floride.

## Biographie
I Hate Myself est formé en 1996 à Gainesville, en Floride, par Jon et Jim Marburger,. Le nom du groupe (littéralement « Je me hais ») se réfère à une passade dépressive. En 1997, le groupe publie un premier album intitulé 4 Songs. Ils publient ensuite un deuxième album sobrement intitulé 10 Songs au label No Idea Records en 1997. 
I Hate Myself joue deux concerts en 2003, dans sa ville natale, Gainesville. Leurs performances sont enregistrées pour un futur CD/DVD. En 2005 sort leur troisième et dernier album en date, 3 Songs. Le groupe joue pour la dernière fois en 2005.

## Membres
- Jim Marburger — chant, guitare
- Jon Marburger — batterie, chœurs, basse (sur 3 Songs)
- Steve « Basser X » Jin — basse, chœurs

## Discographie

### Albums studio
- 1997 : 4 Songs
- 1997 : 10 Songs
- 2005 : 3 Songs

### Splits et EP
- 1998 : I Hate Myself/Twelve Hour Turn (split)
- 1998 : I Hate Myself/Strikeforce Diablo (split 7")
- 2000 : 2 Songs (EP 7")

### Albums live
- CD/DVD 2003
- 15 Songs CD